# Xaver Hutter
Xaver Hutter (ur. 12 marca 1976 w Wiedniu) – austriacki aktor teatralny, telewizyjny i filmowy.

## Życiorys

### Wczesne lata
Urodził się w Wiedniu jako syna projektantki kostiumów Birgit Hutter (ur. 1941) i artysty malarza i grafika Wolfganga Huttera (1928-2014). Zanim został aktorem, studiował architekturę w Wiedniu.

### Kariera
Za debiutancką rolę nieletniego Jojo, który uciekł z domu w filmie Tempo (1996) zdobył Nagrodę Jury na Festiwalu Filmowym w Genewie. Można go było dostrzec w wielu niemieckich serialach, m.in.: Komisarz Rex (Kommissar Rex), Tatort, Kobra – oddział specjalny (Alarm für Cobra 11), Klaun (Der Clown) czy Jednostka specjalna „Dunaj” (SOKO Wien).
Kreacja Csiwi w dramacie W niebie (In Heaven, 1999) przyniosła mu z kolei nagrodę dla najlepszego aktora na Festiwalu Filmowym Max Ophüls 1999. Jako Wolfgang Amadeus Mozart w biograficznym dramacie ARD Mozart - Zrobiłbym zaszczyt Monachium (Mozart - Ich hätte München Ehre gemacht, 2006) był nominowany do nagrody Magnolia na Shanghai International TV Festival. Za rolę Bobby’ego w dramacie Snow White (2005) zdobył nominację do austriackiej nagrody Undine jako najlepszy młody aktor drugoplanowy.
Grał także w teatrze. Za rolę w sztuce Ameryka na scenie Wiener Volkstheater, w 2004 roku otrzymał nagrodę Nestroy-Theaterpreis i Karl-Skraup-Preis dla najlepszego młodego aktora.

## Wybrana filmografia

### Filmy fabularne
- 1996: Tempo jako Jojo
- 1997: Bratanek (Der Neffe, TV) jako Karl
- 1999: W niebie (In Heaven) jako Csiwi
- 1999: Jahrhundertrevue (TV)
- 1999: Fink fährt ab
- 2000: Vertrauen ist alles (TV) jako Mike Abendroth
- 2000: Mordercze wakacje (Flashback - Mörderische Ferien) jako Leon Schroeder
- 2001: Blumen für Polt jako Anatol Frieb
- 2003: Alles Glück dieser Erde (TV) jako Sascha
- 2005: Snow White jako Bobby
- 2006: Daniel Käfer und die Schattenuhr (TV) jako Gerd Gamsjäger
- 2006: Klimt jako klient w Cafe Central
- 2006: Herzentöter jako Jakob Kobja
- 2006: Mozart - Ich hätte München Ehre gemacht jako Wolfgang Amadeus Mozart
- 2007: Weisse Lilien jako Branco
- 2008: Copacabana jako Jo
- 2008: Czekoladowe serce (Herz aus Schokolade, TV) jako Oliver Behrend
- 2008: Und ewig schweigen die Männer (TV) jako Stevie
- 2009: Łowcy chmur (Entscheidung in den Wolken, TV) jako Thomas „Tom” Stocker
- 2009: Śmierć z otchłani (Tod aus der Tiefe, TV) jako Bernd Meinert
- 2009: Wulkan (Vulkan, TV) jako Rossi
- 2009: Sisi jako Arcyksiążę Ferdynand Max
- 2010: Zakochany Goethe (Goethe!) jako Vogler, przyjaciel Johanna
- 2011: Flirtcamp (TV) jako Mike
- 2011: Salto Vitale (TV) jako Vittorio Valese
- 2011: Tylko góry znają prawdę (Nur der Berg kennt die Wahrheit, TV) jako Ferdinand
- 2012: Der Alte - Lautloser Tod
- 2012: Mała dama (Die kleine Lady, TV) jako pan Havenegg
- 2014: Der letzte Kronzeuge (TV) jako Xaver
- 2015: Kripo Bozen - Wer ohne Spuren geht (TV) jako Thomas Schwarz

### Seriale TV
- 1998: Die Neue - Eine Frau mit Kaliber – Die schwarze Maria jako Christoph Mazinger
- 2000: Komisarz Rex (Kommissar Rex) - Vollgas jako Martin Fritsch
- 2000: Tatort - Der Millenniumsmörder
- 2001: Bronski i Bernstein (Bronski & Bernstein, odc. 11)
- 2003: Komisarz Rex (Kommissar Rex) - Vitamine zum Sterben jako Andi Kraus
- 2003: Die Sitte jako Murat Faruk
- 2003: SOKO 5113 jako Sven Köhler
- 2004: SOKO Kitzbühel - Die Wilden jako Franz Welt
- 2005: Kobra – oddział specjalny (Alarm für Cobra 11) - Einsatz für Team 2 - Fahrschule jako Klaus
- 2005: Klaun (Der Clown) jako Salbach
- 2006: SOKO Kitzbühel - Mörderische Schnitzeljagd jako Benjamin Maier
- 2008: R.I.S. - Die Sprache der Toten - Die Augen des Todes jako Bernd Seeberg
- 2009: Schnell ermittelt - Ivanka jako Alexander Busch
- 2009: Jednostka specjalna „Dunaj” (SOKO Wien) - Alte Bekannte jako Bruno Hopf
- 2010: Die Bergretter - Freundschaftsdienst jako Sebastian Fechner
- 2011: Mord in bester Gesellschaft - Das Ende vom Lied jako Till Becker
- 2011: Der letzte Bulle - Mord auf Seite 1 jako Lienhard Kröb
- 2011: SOKO Köln - Pokerfieber jako Andy Postel
- 2011: Doctor's Diary - Männer sind die beste Medizin - Mist! Wieder einen Frosch erwischt!
- 2011: Inga Lindström - Svens Vermächtnis jako Jonas Berggren
- 2012: Der Alte jako Dietmar Vogt
- 2014: SOKO Kitzbühel - Krimi à la carte jako Klaus Haas
- 2014: Jednostka specjalna „Dunaj” (SOKO Wien) - Mörderspiel  jako Franz Lielacher
- 2015: Vorstadtweiber jako Francesco